# 北偉基河畔155號
北偉基河畔155號（155 North Wacker）是一棟位於美國芝加哥，共45層，建築高度195公尺（640英尺）。該建築設計師為Goettsch Partners，開發商則是John Buck Company。 北偉基河畔155號目前通過美國綠建築協會LEED初步銀等級認證。